# Arceus
Arceus (アルセウス, Aruseusu, Arseus in de originele Japanse versie, Engelse uitspraak: ar-key-us) is een van de legendarische Pokémon uit Pokémon Diamond en Pearl. Arceus wordt in het spel omschreven als "het origineel". Een legende uit het boek The Original Story in de bibliotheek van Canalave City zegt dat Arceus is geboren uit een ei van pure chaos. Nadat hij werd geboren, maakte hij zelf drie wezens (een van tijd, Dialga, een van ruimte, Palkia, en waarschijnlijk een van materie, Giratina), alhoewel dit niet in het verhaal wordt verteld. En daarna nog drie wezens (Mesprit, Uxie en Azelf). Deze zes wezens maakten materie en kracht, terwijl Arceus weer ging slapen. Dit verhaal kan ook gelezen worden op de verschillende Plates die de speler tegenkomt in de loop van het spel. Het is een paardachtig wezen met een gouden wiel rond zijn achterlijf.

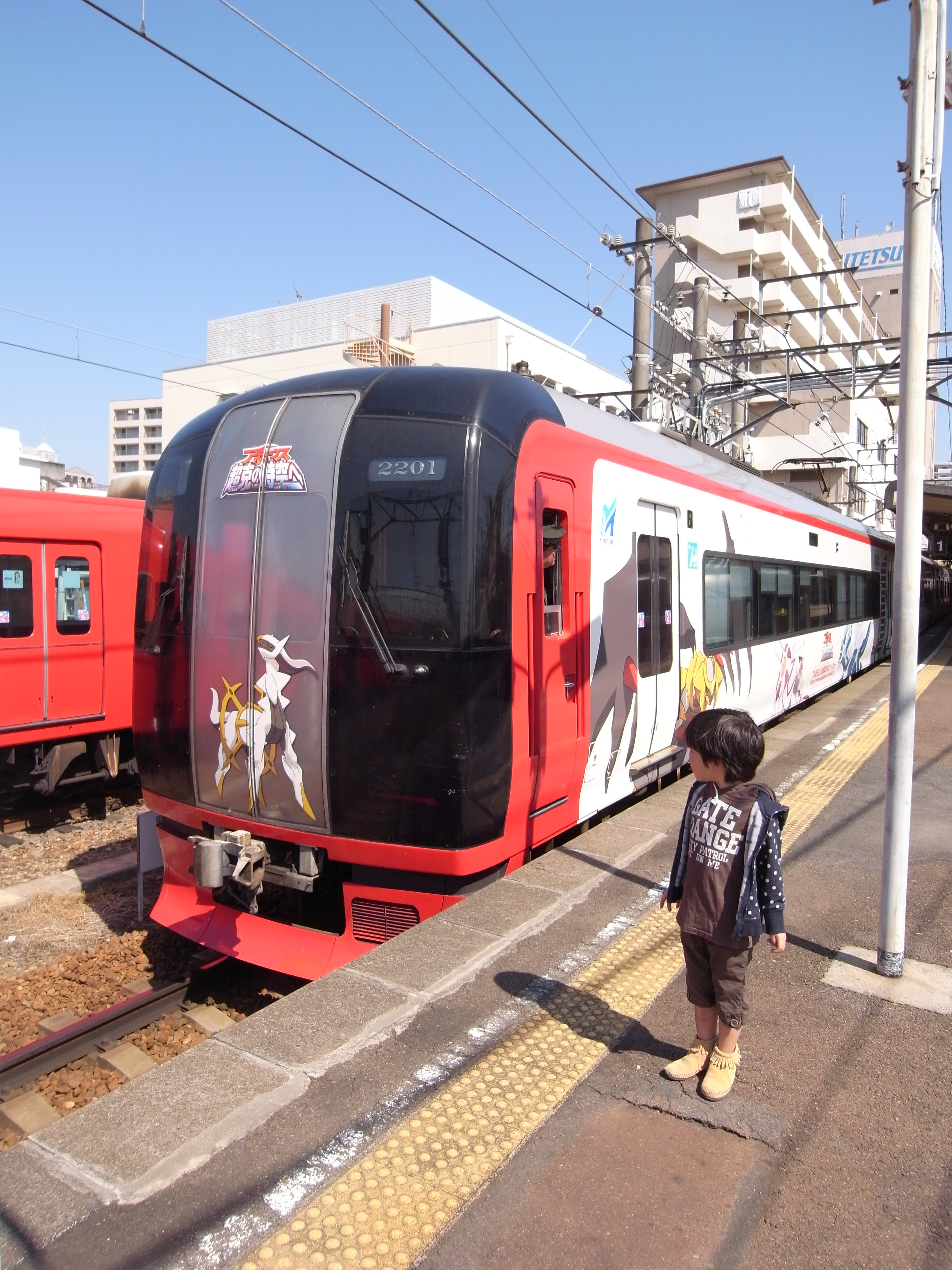
Arceus op een trein.

## In de Pokémonspellen
Arceus maakt zijn eerste opwachting in de spellen Pokémon Diamond, Pokémon Pearl en Pokémon Platinum voor de Nintendo DS. Arceus bezit de kracht om zijn type en zijn kleur te veranderen. Dit ligt eraan welke Plate Arceus vastheeft. Er zijn Plates in alle soorten types van Pokémon behalve Normaal, omdat Arceus' type, wanneer hij geen Plate draagt, normaal is. Arceus' hoofdaanval heet Judgment; deze aanval is van hetzelfde type Plate dat Arceus vastheeft en veroorzaakt enorm veel schade door o.a. het type bonus en het effect van de Plate dat één bepaald type aanval versterkt. Judgment is ook de eerste aanval die gegarandeerd een bonus geeft voor Pokémon die aanvallen met hetzelfde type aanval als zichzelf. Dit komt, doordat de aanval altijd hetzelfde type als Arceus is. Hackers hebben ook een ???-type Arceus gevonden in het spel, maar het is nog niet zeker waartoe deze vorm dient.
Arceus kan worden verkregen door naar een Nintendo evenement te gaan; hierbij ontvangt de speler een item dat de Azure Flute heet. Als deze fluit wordt bespeeld bovenop Mt. Coronet ontstaat er een trap naar de Hall of Origin, waar Arceus te vinden is. Arceus is de Pokémon die op het hoogste level te vangen is; namelijk op level 80. Momenteel is er nog geen evenement in Nederland geweest om de Azure Flute te krijgen.

## Toys XL Arceus
Op 27 maart 2010 kon je Arceus ontvangen via een Mystery Gift in de speelgoedwinkel Toys XL. Bij dit event is Arceus level 100 en heeft hij een Rowap Berry als item.
In de Pokémon spellen heeft deze event-Arceus een speciale rol:

#### Functie in Pokémon Platinum
Wanneer je deze Arceus ontvangt in Pokémon Platinum Version, wordt er een speciaal event geunlocked in het spel. Als je naar de Oreburgh Mine gaat met de Arceus in je team, zie je een man die er normaal niet staat. Hij vertelt je dat hij in Sinnoh is om een mythe te onderzoeken. Daarna geeft hij je een Flame Plate die hij kort na zijn aankomst in Sinnoh heeft gevonden.
Als je naar de 3e verdieping van de Canalave City Bibliotheek gaat, zie je dezelfde man weer. Nu vertelt hij meer over de verschillende Plates die in Sinnoh zijn verborgen. Hij zegt ook dat hij de teksten op deze Plates heeft geschreven. Nadat je deze keer met de man hebt gepraat, kun je een nieuw boek lezen in de bibliotheek. Hierin staan alle teksten van de Plates op een rij.

#### Functie in Pokémon HeartGold en SoulSilver
Als je deze speciale Arceus van je Diamond Version, Pearl Version of Platinum Version overzet naar je HeartGold Version of SoulSilver Version, wacht je een geweldige gebeurtenis! Ga met de Arceus naar de Ruins of Alph, om de Sinjoh Ruines te activeren. Als je daar bent zie je Cynthia, de vorige kampioen van de Sinnoh Regio. Zij legt uit dat Arceus de mogelijkheid bezit om nieuwe Pokémon te creëren. Nu krijg je de kans om Dialga, Palkia of Giratina te creëren, maar je mag er maar 1 van de 3. Ze zijn alle drie op level 1 en kennen aanvallen die ze normaal niet kunnen leren. Ook houden ze alle drie hun eigen Orb vast.

## Films
Arceus heeft de hoofdrol in de twaalfde Pokémon-film, Arceus en het Juweel des Levens, waarin hij de strijd aangaat met Dialga, Palkia en Giratina. In deze film wordt ook duidelijk dat de problemen uit de vorige 2 Pokémon-films veroorzaakt werden doordat Arceus ontwaakte.

## Ruilkaartenspel
Er bestaan tien standaard Arceus kaarten: een met type Darkness, een met type Grass, een met type Fire, een met type Water, twee met type Colorless, een met Lightning, een met Psychic, een met Fighting en een met Metal als element. Verder bestaan er nog drie Arceus LV.X-kaarten, alle drie met het type Colorless.